# 29053 Мускау
29053 Мускау (29053 Muskau) — астероїд головного поясу, відкритий 30 вересня 1973 року.
Тіссеранів параметр щодо Юпітера — 3,058.